# 田玉
田玉（1486年—?），字德溫，號小村，山東承宣布政使司济南府滨州利津縣人，軍籍，明朝政治人物。

## 生平
正德十四年（1519年）己卯科山東鄉試第二十四名舉人。正德十六年（1521年）辛巳科進士，授麗水縣知縣。嘉靖五年九月选授南京江西道監察御史，奉命督捕江上群盗。尋升浙江按察司佥事，督两浙苏松常鎮水利。

## 家族
曾祖田敬禮；祖父田綱；父田禎，曾任右長史進階中順大夫。母牛氏。具庆下。